# Sift Kaur Samra
Sift Kaur Samra (Hindi सिफ्त कौर समरा; * 9. September 2001) ist eine indische Sportschützin und Asienspielesiegerin mit dem Kleinkalibergewehr. Sie ist Weltrekordhalterin im 50 Meter KK Dreistellungskampf.

## Werdegang
Sift Kaur Samra studierte Medizin, bis sie ihr Studium abbrach, um sich vollständig auf den Schießsport zu konzentrieren.
Während des ISSF World Cup 2023 in Bhopal gewann sie ihre erste internationale Medaille, als sie in der Disziplin 50 m KK Dreistellungskampf den dritten Platz belegte. Kurze Zeit später gewann Samra bei den Asienspielen 2022 (ausgetragen im Jahr 2023) als erste Inderin bei Asienspielen die Goldmedaille im 50 Meter KK Dreistellungskampf und stellte zugleich einen neuen Weltrekord mit 469,6 Punkten (154,6 kniend, 157,9 liegend, 157,1 stehend) auf. Sie hatte am Ende des Wettkampfes 7,3 Punkte Vorsprung vor der amtierenden Weltmeisterin Zhang Qiongyue.
Beim World Cup 2025 in Buenos Aires konnte sich Samra für das 50 Meter KK Dreistellungskampf-Finale qualifizieren. Nach den Disziplinen kniend und liegend lag sie an achter Position mit 4,3 Ringen hinter der führenden Nele Stark zurück. Im anschließenden Stehendschießen zog Samra mit einem Durchschnitt von 10,3 Ringen an allen sieben Finalteilnehmerinnen vorbei und belegte am Ende mit 3,3 Ringen Vorsprung den ersten Platz vor Anita Mangold. Beim World Cup in München schloss sie den 50-m-Kleinkaliber-Dreistellungskampf mit dem dritten Platz und sicherte sich die Bronzemedaille.